# Léo-René Maranda
Pour les articles homonymes, voir Maranda.
Léo-René Maranda (né le 31 mars 1932 à Montréal et mort le 28 janvier 2012  à Hallandale en Floride,) est un avocat criminaliste canadien (québécois).

## Biographie
Léo-René Maranda est né le 31 mars 1932 dans l'est de Montréal, l'aîné des deux enfants (Léo-René et Mariette) de René Maranda, propriétaire d'une entreprise de taxi, et d'Agathe Vary,. Il étudie au Collège Notre-Dame puis à l'Université de Montréal.
Reçu avocat en 1957, il exerce son mandat d'abord en droit civil, pour des sociétés d'assurances ou des associations de taxi, puis en droit criminel dans plusieurs causes célèbres au Québec. Il est surtout connu pour avoir défendu, dans les années 1960, le passeur de drogues Lucien Rivard, le mafioso Vincent Cotroni, la voleuse de banques Monica Proietti, surnommée « Monica la mitraille »; puis, depuis les années 1970, des clients liés au clan mafieux montréalais des frères Dubois; et, dans les années 2000, des individus (membres québécois des Hells Angels) accusés à la suite de l'« Opération Printemps 2001 », la première grande rafle antimotards visant à mettre fin à la guerre des motards au Québec.
Ironiquement, il est lui-même victime, en 1985, d'une accusation portée par la Gendarmerie royale du Canada quand des inconnus avaient introduit à son insu des stupéfiants (marijuana, hashish et cocaïne) dans sa résidence, dont il était absent depuis plus d'une semaine : son fils aîné, Me Jean-René Maranda, lui aussi avocat, le défendit et le fit acquitter,.
Léo-René Maranda est le lauréat honoré en 1988 par l'Association des avocats de la défense de Montréal, à leur première Soirée Reconnaissance,.
En 2003, la Cour suprême du Canada juge inconstitutionnel le mandat de perquisition obtenu et abusive son exécution, le 11 septembre 1996, par la Gendarmerie royale du Canada (GRC) au cabinet d'avocats de Me Léo-René Maranda, — la GRC « soupçonnant C d’être impliqué dans des opérations de blanchiment d’argent et de trafic de stupéfiants », la perquisition « visant tous les documents relatifs aux honoraires et débours facturés à C ainsi que ceux concernant la propriété d’une automobile que C aurait cédée à son avocat en paiement de services professionnels ».
Louis-Raymond Maranda, son deuxième fils, qui préside la Chambre des huissiers de justice du Québec, affirme en janvier 2012 : « Il m'a dit récemment qu'il n'avait jamais voulu de confessions de ses clients parce que ça lui permettait de les défendre seulement avec la preuve. […] À travers sa carrière, il a fait raffiner les méthodes d'enquête des policiers et les méthodes d'interrogatoire de la Couronne. Il a définitivement fait avancer le droit criminel au pays. »
Le juge à la retraite Bernard Grenier, entre autres, reconnaît à Me Léo-René Maranda « de remarquables capacités intellectuelles et un sens de l'humour aiguisé. C'était, ajoute-t-il, un adversaire redoutable pour les procureurs de la Couronne. Il était reconnu comme quelqu'un qui ne lâchait pas le morceau. Mais ils le respectaient. C'était un gars qui jouait selon les règles du jeu. […] Il était champion de la règle du doute raisonnable et du droit de l'accusé à une défense pleine et entière. » — Le criminaliste Robert LaHaye corrobore ainsi : « La communauté juridique se souviendra de lui comme d'un avocat tenace et extrêmement talentueux. Il avait toute l'étoffe d'un grand maître. »
Léo-René Maranda prend sa retraite en 2011, après 54 ans de pratique du droit. Il meurt à 79 ans, le 28 janvier 2012, à sa résidence de Floride. Il est enterré au Cimetière Notre-Dame-des-Neiges, à Montréal.